# Дарьина (Брянская область)
Дарьина (Дарьино, Дарьевка) — деревня в Карачевском районе Брянской области, в составе Бошинского сельского поселения. 

Расположена в 2 км к юго-востоку от села Юрасово, на левом берегу Снежети. Население — 7 человек (2010).

## История
Упоминается с XVII века (также называлась Кочурова) в составе Подгородного стана Карачевского уезда. В XVIII—XIX вв. — владение Шеншиных, Мальчуковских, Литвинкиных и других помещиков; до начала XX века состояла в приходе села Юрасово.
До 1929 года входила в Карачевский уезд (с 1861 — в составе Бошинской волости, с 1924 в Вельяминовской волости). 
 С 1929 в Карачевском районе (до 1954 года — в Юрасовском сельсовете, позднее в Бошинском).

## Население
| Годы      | 1866 | 1887 | 1926 | 1979 | 1989 | 2002 | 2010 |
| --------- | ---- | ---- | ---- | ---- | ---- | ---- | ---- |
| Население | 160  | 232  | 373  | 85   | 33   | 13   | 7    |